# الانتخابات الرئاسية التايوانية 2024
الانتخابات الرئاسية التايوانية 2024 أجريت بتاريخ 13 يناير 2024.